# Margarita Chocobar
Margarita Chocobar Cruz (Toconao) es una investigadora, folclorista, cultora, compositora y docente chilena especializada en la región de Antofagasta destacando sus trabajos para preservar la cultura de los pueblos originarios, en especial la lengua Kunza, o atacameño, y los cantos Likanantai.

## Biografía
Nacida en el oasis de Toconao y heredera de la cultura LicanAntay, desde niña participaba y compartía con su madre quien destacaba también en el canto, el interés en las distintas actividades folclóricas de la tierra y su tradición. A los once años incursionó en la guitarra, un instrumento que le ha acompañado en sus composiciones. Ha simultaneado la investigación cultural, la interpretación y la formación. A principios de los años 80 realizó un trabajo docente en la Escuela Nacional de Folklore (ENAFO) en Concepción y en la Federación de Folklore del Magisterio de Chile, FEFOMACH realizando labores en distintas zonas del país como Ancud, Rancagua, Ovalle, Iquique, San Vicente de Tagua-Tagua y Antofagasta. Además, fue directora y formadora de músicos con el proyecto de Orquesta de Niños de Pueblos Originarios.
Sus trabajos han sido reseñados en el Sistema de Información para la Gestión del Patrimonio Cultural Inmaterial del Ministerio de las Culturas, las Artes y el Patrimonio de Chile. Ha recopilado la historia y tradiciones del pueblo Likan Antai, rituales religiosos sincréticos (andino-cristiano), el canto a lo divino, en cuya área es la única cultora atacameña. También ha trabajado las Cuecas Carnavaleras, parte fundamental del repertorio musical de los xarnavales de los pueblos del Alto El Loa y Atacama La Grande en la Región de Antofagasta. En el ámbito de recuperación de usos y prácticas tradicionales, ha recuperado manifestaciones culturales tales como la Chaschara y la Ceremonia de Corte de Pelo; así como de bailes religiosos tradicionales como los Catimbanos de Toconao.
En 2013 se situó al frente de la Fundación de Cultura y Turismo en San Pedro de Atacama, año en el que fue distinguida con el premio Linterna de Papel en Música Folclórica.
Actualmente es Educadora Tradicional y desarrolla un trabajo de recopilación y valoración de la cultural Atacameña con los niños de la Escuela E-21 de Toconao.

## Creaciones y participaciones musicales
- En 2009, participa en “Pueblos Atacamenos. Estilo y Entusiasmo 1969-1988”,[6] recopilación de cantos y música atacameña registradas en las comunidades de Peine, Socaire, Cámar, Talabre, Toconao, San Pedro de Atacama y Caspana.
- En 2013, lanzó su segundo trabajo musical llamado, “Yo Canto a mi Pueblo Atacameño"[7]
- En 2014, “Canto a Mi Tierra Lican Antay”[8] con letras propias, compila el ritmo de las cuecas chilenas. Orgullosa de sus raíces, plasma sentimientos de identidad de su entorno y cultura en su música y letra
- En 2017, es parte del especial “Músicos del Norte, de Renacer Andino”,[9] con en sus canciones:  Vidala (Soy Atacameña), Allá en el desierto, Carnaval 1 y 2, Talactur, La Paloma, Las Cruzadas, El Enfloramiento y Atacama La Grande, que relatan las vivencias de la tierra hechas canción.
- En 2017, participa en “Likanantai, el canto vivo de nuestros abuelos y abuelas”[10], cd que busca rescatar el valor patrimonial vivo del pueblo Likakantai de la zona norte de Chile, a través de la reinterpretación de los cantos tradicionales.
- En 2019 es incluida en el disco recopilatorio "Toconao 1969 Registros de Jaime Morán y María Luisa Morales"
- En 2021 presentó “La voz que nace de mi tierra” su cuarto trabajo discográfico, proyecto en el que colaboran distintos artistas locales y que busca preservar y traspasar el legado ancestral a las nuevas generaciones.[11]